# Élections sénatoriales de 2023 en Meurthe-et-Moselle
Les élections sénatoriales en Meurthe-et-Moselle ont lieu le dimanche 24 septembre 2023. Elles ont pour but d'élire les quatre sénateurs représentant le département au Sénat pour un mandat de six années.

## Sénateurs sortants
| Sénateur | Sénateur             | Parti | Fonctions lors de l'élection en 2017                       |
| -------- | -------------------- | ----- | ---------------------------------------------------------- |
|          | Olivier Jacquin      | PS    | Adjoint au maire de Limey-Remenauville                     |
|          | Véronique Guillotin  | PRV   | Conseillère régionale, conseillère municipale de Villerupt |
|          | Jean-François Husson | LR    | Sénateur sortant                                           |
|          | Véronique Del Fabro  | LR    | Maire de Hudiviller                                        |

## Présentation des listes et des candidats

### Liste Rassemblement national conduite par Grégoire Eury
| N° | Candidats | Candidats         | Parti | Nuance | Principales fonctions |
| -- | --------- | ----------------- | ----- | ------ | --------------------- |
| 01 |           | Grégoire Eury     | RN    | RN     | Conseiller régional   |
| 02 |           | Muriel di Rezze   | RN    | RN     | Conseillère régionale |
| 03 |           | Anthony Boulogne  | RN    | RN     | Cadre commercial      |
| 04 |           | Patricia Melet    | RN    | RN     | Conseillère régionale |
|    |           |                   |       |        |                       |
| 05 |           | Fabrice Chauviere | RN    | RN     |                       |
| 06 |           | Angelina Ribau    | RN    | RN     |                       |

### Liste Écologiste conduite par Olivier Hédin
| N° |  | Candidats           | Parti | Nuance | Principales fonctions |
| -- |  | ------------------- | ----- | ------ | --------------------- |
| 01 |  | Olivier Hédin       | EEE   | ECO    |                       |
| 02 |  | Cécile Hamant       | EEE   | ECO    |                       |
| 03 |  | Laurent Guilbot     | EEE   | ECO    |                       |
| 04 |  | Assamahou Lamarre   | EEE   | ECO    |                       |
|    |  |                     |       |        |                       |
| 05 |  | Marcel Hervé        | EEE   | ECO    |                       |
| 06 |  | Tatiana Boteva-Malo | EEE   | ECO    |                       |

### Liste Divers droite conduite par Sébastien Nantz
| N° | Candidats | Candidats          | Parti | Nuance | Principales fonctions |
| -- | --------- | ------------------ | ----- | ------ | --------------------- |
| 01 |           | Sébastien Nantz    | DLF   | DLF    |                       |
| 02 |           | Corinne Paine      | DLF   | DLF    |                       |
| 03 |           | Daniel Lallemant   | SE    | DVD    |                       |
| 04 |           | Véronique Chatelin | SE    | DVD    |                       |
|    |           |                    |       |        |                       |
| 05 |           | Massimo Nespolo    | DLF   | DLF    |                       |
| 06 |           | Christine Baumann  | DLF   | DLF    |                       |

### Liste Union de la droite conduite par Jean-François Husson
| N° | Candidats | Candidats            | Parti | Nuance | Principales fonctions                                   |
| -- | --------- | -------------------- | ----- | ------ | ------------------------------------------------------- |
| 01 |           | Jean-François Husson | LR    | LR     | Sénateur sortant                                        |
| 02 |           | Véronique Guillotin  | PRV   | DVC    | Sénatrice sortante, conseillère municipale de Villerupt |
| 03 |           | Pierre Boileau       | LR    | LR     | Maire de Ludres                                         |
| 04 |           | Alexandra Hinzelin   | SE    | DVD    | Maire de Maixe                                          |
|    |           |                      |       |        |                                                         |
| 05 |           | Benjamin Voinot      | SE    | DVD    | Maire de Colombey-les-Belles                            |
| 06 |           | Floriane Valy        | SE    | DVD    | Conseillère municipale de Pont-à-Mousson                |

### Liste La France insoumise conduite par Patrice Zolfo
| N° | Candidats | Candidats        | Parti | Nuance | Principales fonctions                       |
| -- | --------- | ---------------- | ----- | ------ | ------------------------------------------- |
| 01 |           | Patrice Zolfo    | LFI   | FI     | Ancien directeur de services municipaux     |
| 02 |           | Véronique Nobili | LFI   | FI     | Directrice d'un centre social               |
| 03 |           | Bruno Trombini   | LFI   | FI     | Conseiller départemental                    |
| 04 |           | Marion Hingray   | LFI   | FI     | Manipulatrice en électroradiologie médicale |
|    |           |                  |       |        |                                             |
| 05 |           | Jimy Harbans     | LFI   | FI     | Salarié                                     |
| 06 |           | Houria Moulai    | LFI   | FI     |                                             |

### Liste Union de la gauche conduite par Olivier Jacquin
| N° | Candidats | Candidats       | Parti | Nuance | Principales fonctions          |
| -- | --------- | --------------- | ----- | ------ | ------------------------------ |
| 01 |           | Olivier Jacquin | PS    | SOC    | Sénateur sortant               |
| 02 |           | Silvana Silvani | PCF   | COM    | Conseillère départementale     |
| 03 |           | Christian Ariès | PS    | SOC    | Conseiller municipal de Longwy |
| 04 |           | Evelyne Mathis  | SE    | DVG    | Maire de Velle-sur-Moselle     |
|    |           |                 |       |        |                                |
| 05 |           | Bertrand Kling  | PS    | SOC    | Maire de Malzéville            |
| 06 |           | Céline Rein     | PS    | SOC    | Maire de Xonville              |

## Résultats
| Tête de liste                                               | Tête de liste            | Liste                         | Voix  | %     | Sièges | +/-           |
| ----------------------------------------------------------- | ------------------------ | ----------------------------- | ----- | ----- | ------ | ------------- |
|                                                             | Jean-François Husson     | Union de la droite (LR - PRV) | 934   | 46,38 | 2      | 1             |
| Meurthe-et-Moselle Avenir                                   |                          |                               | 934   | 46,38 | 2      | 1             |
|                                                             | Olivier Jacquin          | Union de la gauche (PS - PCF) | 750   | 37,24 | 2      | 1             |
| Unis pour nos communes                                      |                          |                               | 750   | 37,24 | 2      | 1             |
|                                                             | Grégoire Eury            | Rassemblement national        | 152   | 7,55  | 0      | en stagnation |
| Au service des communes pour défendre la Meurthe-et-Moselle |                          |                               | 152   | 7,55  | 0      | en stagnation |
|                                                             | Patrice Zolfo            | La France insoumise           | 99    | 4,92  | 0      | en stagnation |
| Meurthe-et-Moselle Union populaire écologique et sociale    |                          |                               | 99    | 4,92  | 0      | en stagnation |
|                                                             | Olivier Hédin            | Écologiste (EEE)              | 52    | 2,58  | 0      | en stagnation |
| Ensemble, ayons des projets d'avenir !                      |                          |                               | 52    | 2,58  | 0      | en stagnation |
|                                                             | Sébastien Nantz          | Divers droite (DLF)           | 27    | 1,34  | 0      | en stagnation |
| Les gaullistes                                              |                          |                               | 27    | 1,34  | 0      | en stagnation |
|                                                             |                          |                               |       |       |        |               |
| Suffrages exprimés                                          | Suffrages exprimés       | Suffrages exprimés            | 2 014 | 97,39 |        |               |
| Votes invalide                                              | Votes invalide           | Votes invalide                | 25    | 1,21  |        |               |
| Votes blancs                                                | Votes blancs             | Votes blancs                  | 29    | 1,40  |        |               |
| Total                                                       | Total                    | Total                         | 2 068 | 100   | 4      | en stagnation |
| Abstentions                                                 | Abstentions              | Abstentions                   | 22    | 1,05  |        |               |
| Inscrits / participation                                    | Inscrits / participation | Inscrits / participation      | 2 090 | 98,95 |        |               |